# 雷蒙德·魯賓遜 (綠人)
雷蒙德·西奧多·魯賓遜（英語：Raymond Theodore Robinson，1910年10月29日—1985年6月11日）是一位來自美國的毀容人士，他多年在夜間散步使他成為了賓夕法尼亞州西部的一個都市傳說。魯賓遜在童年時發生的一次電擊事故中受了重傷，以至於他不能在會引起恐慌的情況下外出，因此他長時間都在晚上散步。當地的遊客會沿著他走的路開車，希望能見到綠人或無臉查理，但他們對於沒有看到這樣的人感到失望，然而他們還是把關於他的傳說傳給了他們的後代，聽過這傳說的人們長大後會驚訝地發現，他是一個真實的人，並且受到家人和鄰居的喜歡。

## 電擊意外
雷蒙德·魯賓遜在八歲的時候，爬上比弗瀑布郊外的莫拉多橋上的電線桿並伸手去拿一個鳥巢時被電線電傷。這座橋承載著一輛有軌電車和1200至22000伏特的電線，不到一年前正是有另一名男孩因這些電線而死的，但是魯賓遜超出醫生的想像活了下來，卻也讓他被嚴重毀容了，他失去了眼睛、鼻子和右臂。

## 中年生活
魯賓遜住在賓夕法尼亞州比弗縣科佩爾，整天在家里和親戚一起製作門墊、錢包和皮帶來賣。由於他的外表，導致在白天很少冒險出去。然而在晚上，他長時間在州道351號的安靜路段上散步，並且用一根拐杖摸索前進。一群當地人經常聚集在一起，尋找他在路上行走的身影。魯賓遜經常躲著好奇的鄰居，但有時會和鄰居用簡短的談話或用照片來交換啤酒或香煙。有些人對他很友好，有些人則很殘忍，但他的這些遭遇都沒有阻止魯賓遜的夜行，不過他不止被汽車撞倒一次。在他生命的最後幾年，他決定不再散步，並且到比弗縣老年中心休息，1985年於此地去世，享年74歲。

## 影響
魯賓遜成為了匹茲堡的一個都市傳說。在傳說中的他是一位「綠人」，小時候爬上電線桿去看鳥巢，結果卻被遭到了電擊，他倒在地上，失去了眼睛、鼻子、嘴巴、一隻耳朵和一隻手臂，長大之後躲在一間廢棄的房子裡。「綠人」這個著名的綽號來自於他的皮膚，據說是因為他在傳說中遭受的電擊，造成他的皮膚是綠色的。魯賓遜的傳說被數代人傳承了很多次，以至於他的名字和他的真實經歷已經被由此產生的都市傳說給掩蓋了。
電影製片人蒂莎·約克計劃在2008年執導並出版一部取材自綠人都市傳說的電影，名為《351號公路》，原本打算要在2009年完成，但是因經濟大衰退的關係，拍攝工作而被延遲，並於2022年暫停，但是約克擁有該電影的電影版權。